# Lepanto (Costa Rica)
Lepanto è un distretto della Costa Rica facente parte del cantone di Puntarenas, nella provincia omonima.